# Geneza miturilor
Geneza miturilor este o încercare a unor autori de science-fiction de a explica apariția unor personaje legendare sau a unor evenimente mitologice prin intervenția asupra istoriei umanității a unor călători în timp sau (adesea) a extratereștrilor.  

## Exemple
- „Behold the Man” – Michael Moorcock
- „Grădina zeilor” – Camil Baciu
- „Pentagrama” – Vladimir Colin
- „Primul contact” – Murray Leinster
- „Luntrea sublimă’’ – Victor Kernbach